# Conservatoire à rayonnement régional de Lyon
Pour les articles homonymes, voir Conservatoire de Lyon (homonymie).
 (août 2025).
Si vous disposez d'ouvrages ou d'articles de référence ou si vous connaissez des sites web de qualité traitant du thème abordé ici, merci de compléter l'article en donnant les références utiles à sa vérifiabilité et en les liant à la section « Notes et références ».
 (août 2025).
Le Conservatoire à rayonnement régional de Lyon, appelée communément « Conservatoire de Lyon » est un établissement d'enseignement artistique agréé et contrôlé par l'État (Direction générale de la Création artistique du ministère de la Culture et de la Communication), représenté par la direction régionale des Affaires culturelles (DRAC). Il a son siège à Lyon (Rhône, France). Il propose trois spécialités : musique, chorégraphie et art dramatique.

## Histoire
Le conservatoire de Lyon a été fondé le 2 mai 1872 par arrêté municipal, à l'initiative d'Édouard Mangin, qui en est nommé directeur le 1er juillet 1872.
Jusqu’alors la formation des musiciens à Lyon passait par l’Académie Royale des Beaux Arts et ensuite l’opéra. Rapidement reconnu par l’État, en 1874, l'établissement se voit octroyer le titre de « Succursale du Conservatoire de Paris ». Sa fréquentation progresse rapidement pour atteindre un effectif de 700 élèves vers 1889. Une renommée qui s’enrichit des grandes personnalités musicales se succédant à sa direction.
Historiquement consacré à la musique dite savante, le conservatoire s’est successivement ouvert à des nouvelles esthétiques et de nouveaux départements ont vu le jour en son sein, tels la danse en 1980, le jazz en 1988, les musiques du monde en 2001 et les musiques actuelles et amplifiées en 2003.
Le département théâtre a, quant à lui, rouvert en 2006 après douze années d’interruption.
Le 1er juillet 1993, le Conservatoire est détaché de la ville de Lyon, dont il était un service municipal, afin de former une entité à part entière. Il est érigé en tant qu'établissement public sous la forme d'un syndicat mixte de gestion permettant à la Ville de Lyon et au Département du Rhône de s'associer dans la mission de l'enseignement artistique.
En 2015, le département du Rhône est remplacé par la Métropole de Lyon, qui reprend les compétences.
Aujourd'hui, le syndicat mixte est composé d'un comité syndical composé de 12 élus (6 conseillers municipaux de la ville de Lyon et 6 conseillers métropolitains de la métropole de Lyon.

### Directeurs successifs
- 1872-1876 : Édouard Mangin[3] ;
- 1879-1881 : Louis Jansenne[3] ;
- 1881-1901 : Aimé Gros[3] ;
- 1902-1921 : Marie-Emmanuel-Augustin Savard[3] ;
- 1921-1924 : Florent Schmitt[3] ;
- 1924-1941 : Georges Martin Witkowski[3] ;
- 1941-1963 : Ennemond Trillat[3] ;
- 1963-1973 : Louis Bertholon ;
- 1973-1989 : Michel Lombard ;
- 1989-2009 : René Clément ;
- 2009-2021 : Alain Jacquon ;
- depuis 2021 : Géry Moutier.

### Président(e)s successifs du syndicat mixte de gestion du conservatoire à rayonnement régional de Lyon (SMGCRRL)
- 1993-1995 : Michel Noir (en tant que maire de Lyon) ;
- 1995-2001 : Raymond Barre (en tant que maire de Lyon) ;
- 2001-2008 : Gérard Collomb (en tant que maire de Lyon) ;
- 2008-2017 : Georges Képénékian (en tant qu'adjoint à la culture de la ville de Lyon) ;
- 2017-2020 : Loïc Graber (en tant qu'adjoint à la culture de la ville de Lyon) ;
- 2020 - 2024: Nathalie Perrin-Gilbert (en tant qu'adjointe à la culture de la ville de Lyon).
- depuis 2024 - Patrick Odiard (conseiller municipal de la Ville de Lyon - 2ème adjoint au maire du 8ème arrondissement chargé de l'éducation et de la vie scolaire)

À l'origine, les statuts du Conservatoire prévoyaient que le Maire de Lyon était le Président et que le représentant du Département du Rhône en soit le Vice-Président. 
Au fil des années, des modifications ont été apportées et aujourd'hui, le/la Président(e) de droit est un représentant élu de la Ville de Lyon (très souvent il s'agit de l'adjoint(e) de la Ville de Lyon chargé(e) de la Culture) et le Vice-résident(e) est un représentant élu de la Métropole de Lyon.

## Le Conservatoire de Lyon aujourd'hui
Classé conservatoire à rayonnement régional, le conservatoire de Lyon s'appuie sur sept antennes décentralisées dans les arrondissements. Il est présent et actif dans toute la cité pour offrir au plus grand nombre un cursus pédagogique complet répondant aux motivations de chacun, initiation, pratique amateur et formation préprofessionnelle.
Il est l'acteur d'une politique particulièrement active de sensibilisation menée au sein même des écoles primaires de Lyon par une équipe dédiée de plus de 30 musiciens et danseurs intervenants. Cette sensibilisation, menée en relation avec l’Éducation Nationale et le service éducation de la Ville de Lyon, touche chaque année plus de douze mille jeunes lyonnais.
Le conservatoire de Lyon est par ses missions et ses publics le plus important sur le territoire national. Il comprend une équipe de plus 240 enseignants permanents et accueille 2700 élèves et étudiants. L'équipe administrative regroupe 60 agents.

### Les salles et les bâtiments
Après 75 ans passés dans les locaux du Palais de Bondy, le Conservatoire déménage en 1978 ses locaux trop exigus. Il s’installe, à son adresse actuelle, près de la Basilique de Fourvière dans une ancienne propriété jésuite qui abritait le théologat de Fourvière, acquise par la ville de Lyon.
Sur le site de Fourvière Conservatoire s'étend sur quatre bâtiments :
- le bâtiment A accueille les classes à horaires aménagés du département musique (CHAM) pour leurs enseignements généraux, un département de musique acoustique et de percussions ;
- le bâtiment B héberge les principaux cours de musique, l'administration, et le département danse ;
- le bâtiment C, quant à lui, est consacré à deux salles de spectacles, d'une capacité de plus 300 places, et d'une mezzanine pour le jury de l'examen. En outre, le bâtiment C accueille les salles de chant ;
- le bâtiment D, dit Cléberg, regroupe diverses salles de travail, notamment celles des cours d'instruments.

### Parcours et Diplômes délivrés
Le conservatoire propose, en amont des parcours de formation, un "Cycle Découverte" qui accueille actuellement 300 enfants, à qui il est proposé un enseignement pluridisciplinaire Musique et Danse. À l'issue de ce parcours de deux ans, le conservatoire propose 4 cycles d’apprentissage. Le deuxième cycle se conclut par un brevet de fin de cycle et le 3e cycle, par un diplôme d'études musicales, chorégraphiques, ou théâtrales. Afin de permettre aux étudiants ayant obtenu ce diplôme de pouvoir se préparer dans des conditions favorables aux échéances des concours d'entrée dans les écoles supérieures européennes, un quatrième cycle "de perfectionnement" accueille actuellement une centaine d'étudiants.
Par ailleurs, trois parcours de licence ont été récemment ouverts en partenariat avec les universités de Lyon: Un parcours pour les étudiants théâtre, et deux parcours de licence musique "Interprète" et "Médiation culturelle".
Depuis 2012, le conservatoire a mis en place pour les cycles 2 et 3 un système de "parcours personnalisé" caractérisé par une construction modulaire "à la carte". Cette individualisation d'une partie de la formation vise à s'adapter au mieux à la diversité des profils et des motivations des élèves.
Dans le cadre du "CLUSTER", laboratoire de recherche pratique ouvert au sein du conservatoire en 2017, des rencontres sont organisées entre enseignants et avec des personnalités extérieures, et des expériences pédagogiques sont menées. Parmi celles-ci, le dispositif "AICO" (Apprentissage Instrumental et Invention Collective) qui concerne les enfants d'une école du quartier des États-Unis dans le 8e, et qui mobilise une équipe d'enseignants autour d'une forme collective de pratique mêlant improvisation et clés de jeux instrumentaux.
En septembre 2019, à la suite de l'agrément obtenu auprès du Ministère de la Culture et de la Communication, un nouveau parcours, dit "Parcours préparatoire à l'enseignement Supérieur" (PPES) a été ouvert dans les trois champs Danse, Musique, Théâtre. Ce parcours permet aujourd'hui à environ 200 étudiants de se préparer aux admissions dans les établissements d'enseignement Supérieur, et plus globalement de se préparer à une insertion professionnelle dans les milieux artistiques.

### Enseignements
- Cordes : violon, alto, violoncelle, contrebasse.
- Bois : flûte, hautbois, clarinette, basson, saxophone.
- Cuivres : cor, cornet, trompette, trombone, tuba, saqueboute, saxhorn.
- Claviers et divers : piano, orgue*, accompagnement piano*, accordéon.
- Inter-département percussions: percussions classiques, percussions afro-cubaines, percussions orientales.
- Musique ancienne et cordes pincées : clavecin, flûte à bec, traverso, harpe, guitare, guitare baroque, guitare d'accompagnement, luth, viole de gambe, violoncelle baroque.
- Danse : danse classique, danse contemporaine, danse jazz.
- Chant : chant*, chant choral, chœur d'enfants (maîtrise), direction de chœur*, jazz vocal.
- Musiques actuelles et jazz : piano, guitare, batterie, contrebasse, basse, saxophone et bois, cuivres, violon, alto, jazz vocal, musiques actuelles-chanson.
- Musiques et danses du monde : danse africaine, musiques des Balkans, musiques brésiliennes, percussions afro-cubaines, percussions orientales, tango et bandonéon.
- Culture et disciplines complémentaires : culture musicale, écriture, histoire de la musique, histoire du jazz, arrangement jazz, harmonie jazz, histoire de la danse, composition, formation musicale, lecture à vue, kinésiologie, harmonie pratique.
- Pratique d'ensemble : musique de chambre, ensembles instrumentaux et vocaux, orchestre (notamment deux orchestres symphoniques), big band, chœurs, ensembles chorégraphiques.
- Théâtre : théâtre, atelier chorégraphique et corporel, travail vocal, diction, jeu verbal, chant, chanson, ateliers conduits par des artistes invités, ateliers interclasse, dramaturgie, histoire des arts, formes de l’écriture, formation musicale du comédien.
- Ateliers : plusieurs ateliers thématiques sous forme de cursus de 1 à 2 ans: initiation au jazz, musique orientale, création…
- Formations dispensées péri-artistiques: dans le cadre de modules inscrits dans le parcours PPES: gestion des émotions artistiques, initiation MAO, connaissance des enjeux du milieu professionnel, initiation Pédagogie, etc.

### Partenariats
Le conservatoire conduit une politique active de partenariats avec les acteurs locaux de la vie culturelle et avec un grand nombre d'établissements français et étrangers. Parmi ceux-ci, les établissements français affiliés au réseau CEPIA (Conservatoires échanges pédagogiques initiatives artistiques), dont il a été avec le CRR de Paris à l'origine en 2001. Il a également des relations avec des établissements européens (Allemagne, Italie, Suède), ainsi qu'au Canada (Université Wilfried Laurier à Waterloo), aux États-Unis (Université de Duluth), en Israël, au Liban. Un accord de partenariat est signé en 2017 avec l'Université de Taipei (National University of Arts, Taïwan). En 2019, un partenariat est signé avec le Lycée musical de Saint-Pétersbourg (Russie), et des premiers contacts sont établis avec le Conservatoire de Guanhzhou (Canton, Chine). Ces relations permettent des échanges d'étudiants, de professeurs et des projets de diffusion concertés.
Avec l’Éducation nationale, le partenariat s’inscrit dans un cycle de classes à horaires aménagés dans le domaine musical (CHAM) et chorégraphique (CHAD, classes à horaires aménagés danse). L'école primaire Albert-Camus et les collèges Saint-Exupéry et Jean-Moulin participent à ce programme.
Avec l'Université Lyon 2, deux parcours de licence fonctionnent depuis 2016: Parcours Interprète de la Musique, Parcours médiation culturelle.

## Vie culturelle

### Une saison de concerts et spectacles
Le conservatoire organise près de 300 manifestations par an, dans une volonté de développer un lien étroit entre enseignement et diffusion. Les prestations publiques d’élèves sont partie intégrante de leurs études au conservatoire de Lyon, dans la mesure où elles permettent aux jeunes musiciens, danseurs et comédiens d’appréhender la relation au public, finalité pédagogique essentielle. Dans les cycles personnalisés, elles sont incluses dans le processus d'évaluation.
La saison culturelle met notamment en avant les pratiques collectives, valorisant l'existence au sein du conservatoire de quarante ensembles permanents, dont trois orchestres symphoniques et un orchestre de chambre.

### La médiathèque
Elle est à la fois un atout important dans le cursus musical des élèves, un outil pédagogique primordial pour les enseignants, mais aussi un centre de ressources musicales considérable pour les musiciens amateurs et professionnels de la région (et d’ailleurs).
La bibliothèque assure un service de consultation et de prêt de partitions, de livres et de périodiques. Elle met à disposition 45 000 partitions, 6 000 livres et encyclopédies sur la musique et les arts, ainsi que 2 000 périodiques de la presse spécialisée. Près de 20 000 partitions sont accessibles en prêt direct. La bibliothèque du conservatoire possède un fonds précieux de partitions instrumentales et vocales des XIXe et début XXe siècles.
La discothèque est un espace d'écoute sur place où sont actuellement mis à disposition 4 000 disques vinyle et 3 500 CD.
La discothèque s’est enrichie dernièrement de plusieurs dons et legs importants : 4 000 CD de « musique classique », donation du critique musical Ferruccio Nuzzo ; 4 000 CD de jazz ainsi que 450 livres sur le jazz, donation du discophile de jazz lyonnais Alain Fournier ; 2 500 disques vinyle, legs de Roger Accart, grand amateur de musique contemporaine; soit au total, près de 18 000 documents sonores.

## Accès
Ce site est desservi par la station de funiculaire Fourvière (F2) depuis la station Vieux Lyon - Cathédrale St Jean (arrêt métro D).
Le Conservatoire se situe à 2 min à pied (environ) de la station de funiculaire.